# Jörg Hesse
Jörg Hesse ist ein deutscher Fotograf.

## Leben
Seit 1994 lebt Jörg Hesse in Berlin und arbeitet als selbständiger Fotograf mit Schwerpunktgebieten in der Reportage- und Modefotografie. Diverse Buch- und Katalogveröffentlichungen sowie zahlreiche Einzelausstellungen im In- und Ausland.

## Veröffentlichungen (Auswahl)
- 2000: Menschen vor der Jahrtausendwende – Fotografien und Perspektiven. Humboldt-Universität, Referat Presse- und Öffentlichkeitsarbeit, Berlin (Ausstellungskatalog)
- 2000: Berliner Umzüge: «Karneval der Kulturen», «Christopher-Street-Day», «Love-Parade». Berlin. ISBN 3-00-007638-7 (hrsg. von berlin.de)
- 2001: Tango-Metropole Berlin. Kastell, München. ISBN 3-924592-67-5
- 2002: Le DONNE FORTI di Napoli (Ausstellungskatalog)
- 2003: Paradies der Kontraste: Die neapolitanische Krippe. Waxmann-Verlag, Münster/New York/München/Berlin. ISBN 3-8309-1349-4 (Ausstellungskatalog, hrsg. von Roberto Ubbidiente)

- WohnRaum

Beiträge in
- Julius H. Schoeps: Berlin. Geschichte einer Stadt. be.bra-Verlag, Berlin/Brandenburg 2001. ISBN 3-89809-031-0